# وسترن يونايتد
نادي وسترن يونايتد لكرة القدم (بالإنجليزية: Western United Football Club)‏ هو فريق كرة قدم أسترالي تأسس سنة 2017 في غرب ملبورن وسيلعب في الدوري الأسترالي لكرة القدم موسم 2019-2020.